# Cyclocephala pan
Cyclocephala pan – gatunek chrząszcza z rodziny poświętnikowatych i podrodziny rohatyńcowatych.
Gatunek ten został opisany po raz pierwszy w 1992 przez Bretta Ratcliffe’a na łamach „The Coleopterists Bulletin”. Opisu dokonano na podstawie 6 okazów odłowionych w latach 1977–86. Jako miejsce typowe wskazano okolicę Bocas del Toro w Panamie. Epitet gatunkowy pochodzi od greckiego boga lasów i wzgórz Pana.
Samce osiągają od 15,7 do 16 mm długości ciała i od 7 do 7,3 mm szerokości w barkach. Allotypowa samica ma 15,5 mm długości ciała i 17,1 mm szerokości w barkach. Głowa jest ceglasta z czarnym czołem i ciemieniem; ma oczy złożone rozstawione na odległość 2,5 raza większą niż ich poprzeczne średnice, dziesięcioczłonowe czułki zwieńczone buławkami, gęsto pokryte dużymi punktami czoło oraz pomarszczony i punktowany nadustek. Kolor przedplecza i tarczki jest ceglasty. Punktowanie przedplecza jest podobnych rozmiarów jak na czole; na środku umiarkowanie gęste, natomiast na bokach gęściejsze; z punktów wyrastają drobne, jasne szczecinki. Barwa pokryw jest ceglasta z czterema czarnymi kropkami, które mogą mieć różne rozmiary, a dwie tylne mogą się ze sobą zlewać. Na powierzchni pokryw występują duże i płytkie punkty, układające się w niewyraźne, podwójne rządki. Odnóża są ceglastej barwy. Przednia ich para u samca ma po trzy zęby na goleniach, z których nasadowy jest leży znacznie dalej od środkowego niż środkowy od wierzchołkowego oraz stopy z powiększonymi pazurkami, z których większy rozdwaja się na szczycie. U samicy przednia para odnóży ma pazurki na stopach niepowiększone. Pygidium jest ceglasto ubarwione, pomarszczone i porośnięte szczecinkami osadzonymi w punktach, u samca przeciętnie wysklepione, zaś u samicy niemal płaskie.
Owad neotropikalny, endemiczny dla Panamy. Znany jest z zachodniej i środkowej części kraju, w tym z prowincji Bocas del Toro i Colón. Spotykany jest na rzędnych od 300 do 1000 m n.p.m. Owady dorosłe odławiano w czerwcu.